# Eresiomera demaculata
Eresiomera demaculata är en fjärilsart som beskrevs av Gustaaf Hulstaert 1924. Eresiomera demaculata ingår i släktet Eresiomera och familjen juvelvingar. Inga underarter finns listade i Catalogue of Life.